# Mirosława Kaczmarczyk
Mirosława Kaczmarczyk, z domu Warmuzek (ur. 20 lutego 1961) – polska koszykarka, multimedalistka mistrzostw Polski.

## Osiągnięcia
- Mistrzyni Polski (1982, 1983)
- Brązowa medalistka mistrzostw Polski (1979–1981)
- Finalistka pucharu Polski (1982)
- 3. miejsce w pucharze Polski (1979)
- Uczestniczka rozgrywek Pucharu Ronchetti (1978/1979 – II runda)